# Gizo (Šalomounovy ostrovy)
Gizo je město na Šalomounových ostrovech. Je hlavním městem Západní province a zároveň druhé nejvýznamnější město celého státu. Leží na stejnojmenném ostrově Gizo, 380 km severozápadně od Honiary, hlavního města Šalomounových ostrovů.
Město má kolem 10 000 obyvatel. Je plně elektrifikováno a jsou zde asfaltové silnice umožňující po celém ostrově i provoz automobilů. Na východ od města na malém ostrově leží letiště Gizo, na které jsou několikrát denně provozovány lety z Honiary a zpět společností Solomon Airlines.
Gizo je častým turistickým cílem potápěčů.